# Black Tea
Ne doit pas être confondu avec Thé noir.
Pour plus de détails, voir Fiche technique et Distribution.
Black Tea est un film romantique et dramatique mauritanien coécrit et réalisé par Abderrahmane Sissako, sorti en 2024.
Le film, mettant en vedette Nina Mélo et Chāng Hàn, raconte l'histoire d'une jeune Ivoirienne qui émigre en Chine et tombe amoureuse d'un Chinois plus âgé,.
Coproduction internationale entre la France, la Mauritanie, le Luxembourg, Taiwan et la Côte d'Ivoire, le film est sélectionné en compétition au 74e Festival international du film de Berlin qui s'est déroulé du 15 au 25 février 2024, où il a concouru pour l'Ours d'or. La première projection mondiale a eu lieu le 21 février au Berlinale Palast. 
La sortie en salles en France date du 28 février 2024.

## Synopsis
Le jour de son mariage, Aya, une jeune femme d'une trentaine d'années originaire de Côte d'Ivoire, choque tout le monde en rejetant son époux. Elle déménage à Canton, en Chine et trouve un emploi dans un magasin d'exportation de thé, où elle rencontre Cai, un Chinois de 45 ans. Ils tombent amoureux, mais leur relation est confrontée aux défis de leur histoire et des préjugés des autres.

## Fiche technique
- Titre original : Black Tea
- Réalisation : Abderrahmane Sissako
- Scénario : Abderrahmane Sissako, Kessen Tall
- Photographie : Aymerick Pilarski
- Montage : Nadia Ben Rachid
- Musique : (dont une reprise de Feeling Good en bambara par Fatoumata Diawara)
- Production : Julien Deris, Denis Freyd, David Gauquié, Jean-Luc Ormières
- Sociétés de production :
- Pays de production : Mauritanie
- Langue originale : mandarin, bambara, français, portugais
- Format : couleur
- Genre : drame
- Durée : 110 minutes
- Dates de sortie : 
  - Allemagne : 21 février 2024 (Berlin International Film Festival)

## Distribution
- Nina Mélo : Aya
- Chāng Hàn : Cai
- Wu Ke-xi : Ying, l'ex-femme de Cai

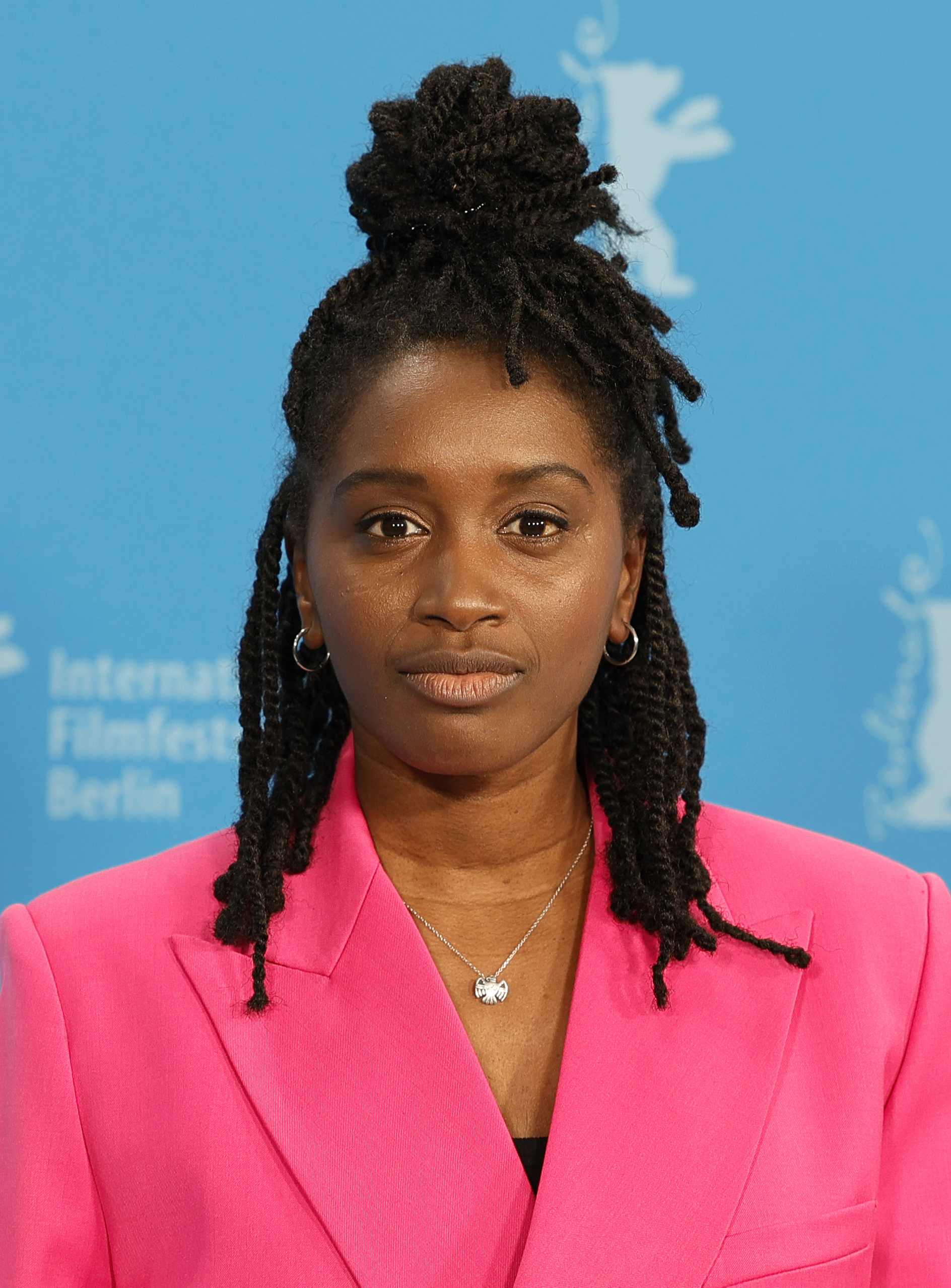
Nina Mélo.

- Michael Chang : Li-Ben, le fils de Cai
- Yu Peizhen : Mei
- Huang Wei : Wen
- Bernard Mlandvo Mhlanga : Korka
- Emery Gahuranyi : Trésor
- Isabelle Kabano : Vivi
- Franck Pycardhy : Toussaint
- Marie Odo : la soeur d'Aya
- Cheikh Ahmed Kenkou : l'acheteur arabe
- Tao Chuang-Chen : le père de Ying
- Fan Yu-Wen : la mère de Ying

## Production
Le film, précédemment intitulé La Colline parfumée, réalisé et coécrit par Abderrahmane Sissako met en vedette Nina Mélo, Chang Han et Wu Ke-xi. Il est produit par les studios Cinéfrance, Archipel 35 et Dune Vision. Les droits de distribution française et de vente internationale appartiennent à Gaumont SA. Le réalisateur a eu l'inspiration pour écrire cette histoire après avoir découvert un restaurant appelé « La Colline Parfumée » tenu par un couple afro-chinois.

## Première mondiale
Black Tea fera sa première mondiale le 21 février 2024, dans le cadre du 74e Festival international du film de Berlin, en compétition,.
Il est sorti dans les salles françaises le 28 février 2024.

## Accueil critique
Pour Vogue : « Tout n’est que maîtrise et délicatesse, à l’image des rituels soigneusement prodigués autour d’une table basse ». « Abderrahmane Sissako [nous emporte] dans l’étrange poésie de Black Tea. Rien n’est avoué, tout tient de l’ordre de l’onirique. Les rencontres tant espérées sont évanescentes ; la pluie torrentielle est la voix du tumulte. »

## Distinctions

### Sélection
- Berlinale 2024 : sélection officielle, en compétition[9]

- (en) Black Tea: Awards, sur l'Internet Movie Database